# شبكة البحوث السريرية للأمراض النادرة
شبكة البحوث السريرية للأمراض النادرة (اختصارًا RDCRN) هي مبادرة أطلقها مكتب أبحاث الأمراض النادرة (ORDR). تموّل هذه الشبكة كل من مكتب أبحاث الأمراض النادرة والمركز الوطني لتطوير العلوم الانتقالية ومراكز المعاهد المتعاونة. صُمّمت الشبكة للنهوض بالبحوث الطبية حول الأمراض النادرة من خلال تقديم الدعم للدراسات السريرية وتسهيل التعاون والتسجيل في الدراسة ومشاركة البيانات. من خلال هيئات واتحادات الشبكة، يعمل الأطباء العلماء وفرقهم متعددة التخصصات جنبًا إلى جنب مع مجموعات مناصرة المرضى لدراسة أكثر من 200 مرضاً نادراً في مواقع عديدة في جميع أنحاء البلاد.
أنشئت شبكة البحوث السريرية للأمراض النادرة بموجب قانون الأمراض النادرة في عام 2002 الصادر عن الكونغرس، وقد شملت أكثر من 350 موقعًا في الولايات المتحدة وأكثر من 50 موقعًا في 22 دولة أخرى. حتى الآن، تغطي الشبكة قرابة 237 بروتوكولًا بحثيًا وتضمّ أكثر من 56000 مشاركٍ في دراساتٍ تتراوح من اضطرابات الجهاز المناعي والسرطانات النادرة إلى اضطرابات القلب والرئة وأمراض نمو الدماغ وأكثر من ذلك.

## التاريخ
فيما يلي الجدول الزمني لشبكة البحوث السريرية للأمراض النادرة:
- وفقاً لقانون الأمراض النادرة لعام 2002، طلب مكتب أبحاث الأمراض النادرة ORDR (بالاشتراك مع المركز الوطني لموارد البحث (NCRR)، واتحاد البحوث السريرية العامة (GCRC)، ومعاهد NIH الأخرى) تقديم الطلبات لشبكة البحوث السريرية للأمراض النادرة، وذلك في في 27 فبراير 2003.[3]
- في 3 نوفمبر 2003، أنشأت المعاهد الوطنية للصحة شبكة البحوث السريرية للأمراض النادرة مع مركز تنسيق تكنولوجيا البيانات وأول اتحاد للبحوث السريرية للأمراض النادرة (RDCRCs).[4] الأعضاء المؤسسون لـ RDCRN هم:

- مركز البحوث السريرية للأمراض النادرة للعلاجات الجديدة والتشخيصات الجديدة، الباحث الرئيسي: الدكتور آرثر إل بوديت (كلية بايلور للطب، هيوستن، تكساس)
- شبكة البحوث السريرية لالتهاب الأوعية الدموية، الباحث الرئيسي: الدكتور بيتر أ.ميركل (جامعة بنسلفانيا، فيلادلفيا، بنسلفانيا)
- اتحاد أمراض الرئة النادرة، الباحث الرئيسي: الدكتور بروس سي ترابنيل (المركز الطبي لمستشفى الأطفال، سينسيناتي، أوهايو)
- مركز الأبحاث السريرية للأمراض النادرة لاضطرابات دورة اليوريا، الباحث الرئيسي: الدكتور مارك ل. باتشو (المركز الطبي الوطني للأطفال، واشنطن العاصمة)
- مركز البحوث السريرية لأمراض نخاع العظم، الباحث الرئيسي: الدكتور جاروسلاف ب. ماسيجوسكي ( مؤسسة كليفلاند كلينيك، كليفلاند، أوهايو)
- مركز أمراض القناة العصبية المسببة للمرض وعلاجاتها، الباحث الرئيسي: الدكتور روبرت سي جريجس ( جامعة روتشستر، روتشستر، نيويورك)
- مركز التاريخ الطبيعي لاضطرابات الستيرويد الجينية النادرة، الباحث الرئيسي: الدكتورة ماريا نيو (كلية طب وايل بجامعة كورنيل، نيويورك، نيويورك)
- مركز تنسيق البيانات والتكنولوجيا، الباحث الرئيسي: الدكتور جيفري بي كريشر (مركز إتش لي موفيت للسرطان ومعهد الأبحاث، جامعة جنوب فلوريدا، تامبا، فلوريدا)

- في 8 فبراير 2009، اشترك مكتب أبحاث الأمراض النادرة مع 10 من معاهد الصحة الوطنية الأمريكية لإصدار طلبين لإعادة التقديم لإنشاء الشبكة.[5]
- في 5 أكتوبر 2009، أعلنت وكالة معاهد الصحة الوطنية عن تمويل 19 اتحادًا للبحوث السريرية للأمراض النادرة ومركز تنسيق إدارة البيانات من خلال مكتب أبحاث الأمراض النادرة والمعهد الوطني للاضطرابات العصبية والسكتة الدماغية (NINDS)، ومعهد يونيس كينيدي شرايفر الوطني لصحة الطفل والتنمية البشرية (NICHD)، والمعهد الوطني للقلب والرئة والدم (NHLBI)، والمعهد الوطني للسكري وأمراض الجهاز الهضمي والكلى (NIDDK)، والمعهد الوطني للحساسية والأمراض المعدية (NIAID)، والمعهد الوطني لل أبحاث الأسنان والقحف الوجهي (NIDCR)، والمعهد الوطني لالتهاب المفاصل وأمراض الجهاز العضلي الهيكلي والجلد (NIAMS).[6]
- في 8 أكتوبر 2014، أعلنت وكالة معاهد الصحة الوطنية عن تمويل إضافي بقيمة 29 مليون دولار.[7]
- في 3 أكتوبر 2019، أعلنت وكالة معاهد الصحة الوطنية عن تمويل 38 مليون دولار لـ 20 اتحادًا للبحوث السريرية للأمراض النادرة ومركزًا جديدًا لإدارة وتنسيق البيانات من خلال المركز الوطني لتطوير العلوم الانتقالية في مكتب أبحاث الأمراض النادرة، جنبًا إلى جنب مع المعهد الوطني للحساسية والأمراض النادرة. الأمراض المعدية، معهد يونيس كينيدي شرايفر الوطني لصحة الطفل والتنمية البشرية، والمعهد الوطني للاضطرابات العصبية والسكتة الدماغية، والمعهد الوطني للقلب والرئة والدم، والمعهد الوطني لالتهاب المفاصل وأمراض الجهاز العضلي الهيكلي والجلد، والمعهد الوطني للاضطرابات العصبية والسكتة الدماغية السكري وأمراض الجهاز الهضمي والكلى، والمعهد الوطني لأبحاث الأسنان والقحف الوجهي، والمعهد الوطني للصحة العقلية ومكتب المكملات الغذائية.[2]

## اتحادات البحوث السريرية للأمراض النادرة
في دورة التمويل الرابعة، تكونت شبكة البحوث السريرية للأمراض النادرة (RDCRN) من 20 اتحادًا للبحوث السريرية للأمراض النادرة (RDCRCs) ومركزًا لإدارة البيانات والتنسيق (DMCC).
تقع مراكز الأبحاث ومراكز إدارة البيانات في المؤسسات التالية:
- اتحاد تشوه الأوعية الدموية في الدماغ (BVMC)، تديره الدكتورة هيلين كيم جامعة كاليفورنيا سان فرانسيسكو، سان فرانسيسكو، كاليفورنيا.
- اتحاد اضطرابات العظام الهشة (BBD)، يديره الدكتور بريندان لي، كلية بايلور للطب، هيوستن، تكساس.
- البحث السريري في التصلب الجانبي الضموري والاضطرابات ذات الصلة للتطور العلاجي (CReATe)، يديره الدكتور مايكل بيناتار، كلية الطب بجامعة ميامي ميلر، ميامي، فلوريدا.
- اتحاد العدوى الخلقية والفترة المحيطة بالولادة (CPIC)، يديره الدكتور ديفيد كيمبرلين جامعة ألاباما في برمنغهام، برمنغهام، ألاباما.
- اتحاد الباحثين في أمراض الجهاز الهضمي اليوزيني (CEGIR)، يديره الدكتور مارك إي روتنبرغ، المركز الطبي لمستشفى الأطفال في سينسيناتي، سينسيناتي، أوهايو.
- اتحاد أمراض السينابتوب التنموي (DSC)، يديره الدكتور مصطفى شاهين، مستشفى بوسطن للأطفال، بوسطن، ماساتشوستس.
- تحالف خلل التوتر، يديره الدكتور حيدر جناح، جامعة إيموري، أتلانتا، جورجيا.
- الحدود في الاضطرابات الخلقية لاتحاد الارتباط بالجليكوزيل (FCDGC)، تديره الدكتورة إيفا مورافا كوزيتش، مايو كلينيك، روتشستر، نيويورك.
- الاضطرابات الوراثية لاتحاد التخليص المخاطي الهدبي (GDMC)، تديره الدكتورة ستيفاني ديفيس، جامعة نورث كارولينا في تشابل هيل والدكتور توماس فيركول، جامعة واشنطن في سانت لويس.
- شبكة التجارب السريرية لمبادرة حثل اللوكيميا العالمية (GLIA-CTN)، تديره الدكتورة أدلاين فانديرفير، مستشفى الأطفال في فيلادلفيا ؛ والدكتور علي فاطمي، معهد كينيدي كريغر؛ وفلوريان إيتشلر، مستشفى ماساتشوستس العام.
- اتحاد اعتلالات الأعصاب الموروثة (INC)، يديره الدكتور مايكل شاي، جامعة أيوا، آيوا سيتي.
- شبكة الأمراض الليزوزومية (LDN)، يديره الدكتور تشيستر ب. وايتلي، جامعة مينيسوتا، مينيابوليس، مينيسوتا.
- شبكة الأمراض النادرة والوهن العضلي الشديد (MGNet). يديره الدكتور هنري جيه كامينسكي، جامعة جورج واشنطن، واشنطن العاصمة.
- شبكة المتلازمة الكلوية (NEPTUNE)، يديره الدكتور ماتياس كريتزلر، جامعة ميشيغان، آن أربور، ميتشيغن.
- اتحاد أمريكا الشمالية لأمراض الميتوكوندريا (NAMDC)، يديره الدكتور ميتشيو هيرانو، جامعة كولومبيا، نيويورك، نيويورك.
- عائلات فينيل ألانين والباحثون الذين يستكشفون الأدلة (PHEFREE)، يديره الدكتور كاري هاردينغ، جامعة أوريغون للصحة والعلوم، بورتلاند، أوريغون.
- كونسورتيوم البورفيرياس (كمبيوتر)، يديره الدكتور روبرت جيه ديسنيك، كلية إيكان للطب في ماونت سيناي، نيويورك، نيويورك.
- اتحاد علاج نقص المناعة الأولية (PIDTC)، تديره الدكتورة جينيفر إم باك، جامعة كاليفورنيا سان فرانسيسكو والدكتور دونالد ب. كون، جامعة كاليفورنيا لوس أنجلوس.
- اتحاد اضطرابات دورة اليوريا (UCDC)، تديره الدكتورة أندريا غروبمان، المركز الطبي الوطني للأطفال، واشنطن العاصمة.
- اتحاد البحوث السريرية لالتهاب الأوعية الدموية (VCRC)، يديره الباحث بيتر أ.ميركل، حاصل على ماجستير في الصحة العامة، جامعة بنسلفانيا، فيلادلفيا، بنسلفانيا.
- مركز إدارة وتنسيق البيانات (DMCC)، تديره الدكتورة إيلين كينج، والدكتور ماوريتسيو ماك الوسو، والدكتور مايكل واجنر، المركز الطبي لمستشفى سينسيناتي للأطفال، سينسيناتي، أوهايو.

## روابط خارجية
- شبكة البحوث السريرية للأمراض النادرة (RDCRN)
- مكتب المعاهد الوطنية للصحة لأبحاث الأمراض النادرة (ORDR)
- RDCRN Contact Registry